# Kecamatan Rancaekek
Kecamatan Rancaekek är ett distrikt i Indonesien.   Det ligger i provinsen Jawa Barat, i den västra delen av landet, 130 km sydost om huvudstaden Jakarta.